# Bolesław Jankowski (poseł)
Bolesław Jankowski (ur. 13 listopada 1885 w Dąbrowice, zm. 1 maja 1939  w Krzemieńcu) – polski nauczyciel, działacz społeczny i samorządowy, poseł na Sejm V kadencji.

## Życiorys
Od 1904 był kierownikiem szkoły powszechnej w Grodźcu (w tym okresie należał do PPS-Frakcji Rewolucyjnej). W latach 1918–1929 nauczał w gimnazjum Polskiej Macierzy Szkolnej w Łucku, zaś pod koniec lat 30. XX w. - w gimnazjum w Równem.
Podczas I wojny światowej służył w armii rosyjskiej. W jej końcowej fazie był instruktorem Centralnego Komitetu Obywatelskiego na okręg smoleński, następnie zaś kijowski. W latach 1918–1920 działał w Polskiej Organizacji Wojskowej. W latach międzywojennych pełnił funkcje: radnego miejskiego i ławnika w Łucku, sekretarza zarządu komitetu miejskiego BBWR i OZN, prezesa Zarządu Okręgowego ZNP, wiceprezesa oddziału miejskiego i Zarządu Powiatowego Związku Strzeleckiego, prezes koła Polskiego Białego Krzyża, prezesa spółdzielni "Kooperatywa Polska". Był także członkiem prezydium Zjednoczenia Polskiej Myśli Politycznej.
Do Sejmu V kadencji został wybrany z okręgu wyborczego nr 59 (Równe). Zasiadał w Komisji Oświaty oraz Zdrowia Publicznego i Opieki Społecznej.